# Американска психопатологична асоциация
Американската психопатологична асоциация (АППА) е организация "посветена на научното изследване на разстроеното човешко поведение и неговите биологични и психосоциални субстрати"."
Асоциацията е основана през 1910 г. Провежда годишни конференции, чийто заседания са публикувани под формата на книга от American Psychiatric Publishing, Inc. (APPI) и публикуват също шест издания годишно на журнала Comprehensive Psychiatry.